# أودو باير
أودو باير (بالألمانية: Udo Beyer) (و. 1955  م) هو منافس ألعاب قوى من ألمانيا، وألمانيا الشرقية، ولد في آيزنهوتنشتات، شارك في ألعاب القوى في الألعاب الأولمبية الصيفية 1976 – دفع الثقل للرجال ‏، وألعاب القوى في الألعاب الأولمبية الصيفية 1992 – دفع الثقل للرجال ‏، وألعاب القوى في الألعاب الأولمبية الصيفية 1988 – دفع الثقل للرجال ‏، وألعاب القوى في الألعاب الأولمبية الصيفية 1980 – دفع الثقل للرجال ‏، والانتخابات الرئاسية الألمانية 2004.

## جوائز
حصل على جوائز منها:

وسام الاستحقاق الوطني الفضي

## روابط خارجية
- أودو باير على موقع الاتحاد الدولي لألعاب القوى (الإنجليزية)
- أودو باير على موقع أوليمبيديا (الإنجليزية)